# Erika Rauschning
Erika Rauschning (* 9. August 1923 in Stralsund; † 11. Dezember 2015 in Osnabrück) war eine deutsche Malerin, Lyrikerin, Modedesignerin und Autorin.

## Leben
Erika Rauschning studierte Malerei unter anderem bei Oskar Kokoschka an der Kunstakademie Dresden und bei Werner Otte in Salzburg Lithographie, bei Rudolf Hradil die Kunst der Radierung und bei Arik Brauer in Wien die Altmeisterliche Malerei.
Die Künstlerin arbeitete mit Öl- sowie Acryl- und bevorzugt mit Aquarellfarben. 
Im April/Mai 2008 stellte Erika Rauschning ihr spätes Gesamtkunstwerk „Stressmaschine“ in dem Atelier und Galerie Bildarium aus. Die „Stressmaschine“ besteht aus Einzelkunstwerken, die die heutige Arbeitswelt kritisch beleuchten. Dabei ließ Erika Rauschning ihre Lyrik (gelesen und auch als Aushang) mit den Bildern zu einem audiovisuellen Gesamtkunstwerk verschmelzen. Trotz der Beziehung zu Kokoschka ist sie weder dem Expressionismus noch einem anderen Kunststil eindeutig zuzuordnen. Von der totalen Abstraktion, zum Teil auch mit kubistischen Elementen, bis hin zum expressionistischen Stillleben findet sich ein breites Repertoire. Ihre Werke in Öl und Acryl fallen in der Regel durch starke, dynamische Kontraste auf. Ihr Duktus ist unverkennbar. Die Künstlerin integrierte in ihre Bilder auch außergewöhnliche Materialien wie z. B. Sand. Ihre Aquarelle zeigen das Wechselspiel von weißen Flächen und Freiraum mit farblich gefüllten Räumen. Sie malte neben Leinwand unter anderem auf Fotopapier und Tapeten. 
Erika Rauschning starb am 11. Dezember 2015 im Alter von 92 Jahren in Osnabrück, wo sie seit 1953 lebte.

## Ausstellungen (Auswahl)
- Galerie Lamers, Dortmund
- LINEART (Gent-Art-Expo), New York
- Museum für Kindheits- und Jugendwerke bedeutender Künstler, Halle (Westf.)
- Airbus-Industrie (Section Allemande, le Centre Culturel de l'Áerosptiale et le Goethe-Institut de Toulouse), Toulouse
- Galerie Iris Wazzau, Davos, Schweiz
- Galerie Bollhagen, Worpswede
- MBB, Ottobrunn bei München
- ART Internationale Kunstmesse, Basel, Schweiz
- Galerie Achternsteven, Kampen, Sylt
- Deutsche Bank, Bonn
- Galerie MEDICIS, Zürich
- Galerie Kunst Am Wall, Bremen
- Galerie Wolf Schloß Dyck, Düsseldorf
- Galleria a’Arte „77“ Abano, Padua, Italien
- Amnesty International, Kunsthalle Bielefeld
- Bildarium Atelier&Galerie,[2] Hannover

## Lyrik und Literatur
Erika Rauschning war als Lyrikerin und Schriftstellerin Mitglied der europäischen Autorenvereinigung „Die Kogge“ e. V. Neben Gedichten verfasste sie Essays. Sie hat auch das Schauspiel Die Lebensbrücke – Ein poetisches Traumspiel in 12 Szenen geschrieben, das 1984 in Osnabrück uraufgeführt wurde.
Die Gedichte entstanden in der Regel während Autofahrten. Die meisten Gedichte haben lebensnahe Probleme zum Inhalt.
Für ihre Verdienste in der fortschrittlichen Literatur erhielt Erika Rauschning die Hugo-Carl-Jüngst-Medaille. Darüber hinaus wurde sie am 26. September 2008 für ihre musische Doppelbegabung von der Europäischen Autorenvereinigung „Die Kogge e. V.“ in Minden ausgezeichnet.

## Bibliographie
- Unter Handzeichen stehen. Verlag Lechte, Emsdetten 1977. ISBN 3-7849-1079-3. (Gedichte)
- Selbstbehauptungen. Verlag Leuchten, Emsdetten 1980. ISBN 3-7849-1116-1. (Gedichte)
- Wege die wir gehen. Verlag Leuchten, Emsdetten 1980. ISBN 3-88788-001-3. (Gedichte)
- Tage im Mai. Verlag Leuchten, Emsdetten 1981. ISBN 3-7849-1122-6. (Gedichte und Texte)
- Der Stand der Dinge. Verlag Tentamen, Stuttgart 1982. ISBN 3-921625-40-8. (Gedichte)
- Die Lebensbrücke – Ein poetisches Traumspiel in 12 Szenen. Verlag Gey, Hagen 1982. (Erstaufführung 1984 in Osnabrück)
- Aquarelle und Gedichte. Verlag Werkstatt für Druck und Grafik, Osnabrück 1984.
- Der Tag grünt. Verlag Werkstatt für Druck und Grafik, Osnabrück 1986. (Aquarelle und Lyrik)
- Auf Tauchstation. Werkkreis Literatur der Arbeitswelt, Berlin 1987. (Texte)
- Bis auf weiteres. Verlag Werkstatt für Druck und Grafik, Osnabrück 1990. (Aquarelle und Lyrik)
- Der Verdacht Fliegen zu können. Verlag Lamers, Dortmund 1999. ISBN 3-00-003606-7. (Tonmischungen, Aquarelle und Lyrik)
- Unterwegs im Auto – Gedichte Herausgeber: Burkhard Jonck, Wunstorf 2009. ISBN 978-3-00-026983-7
- Antworten auf das Altern Herausgeber: Burkhard Jonck, Wunstorf 2012. ISBN 978-3-00-037934-5 (Malerei und Lyrik)